# 金井宣茂
金井 宣茂（かない のりしげ、1976年（昭和51年）12月5日 - ）は、JAXA宇宙飛行士、医師。元海上自衛官。東京都大田区出身。

## 人物
用心深い性格で、弓道・合気道・居合道で心身を鍛え、愛読書は宮本武蔵の五輪書。日本で初めて眼鏡をかけて選ばれた宇宙飛行士。

## 略歴

### 医官時代
東京都大田区生まれ、千葉県育ち。幼い頃から冒険家に憧れる。
2002年（平成14年）3月、防衛医科大学校医学科を卒業。同年、海上自衛隊に入隊。その後、防衛医科大学校病院や自衛隊大湊病院、自衛隊呉病院、海上自衛隊第1術科学校衛生課などで勤務する。外科医として、潜水医学を専門とし、長期閉鎖環境下での潜水艦乗組員の健康や精神状態について研究を行っていた。
2005年（平成17年）、アメリカ海軍の潜水医学研究施設に留学した際、潜水医学専門医が宇宙飛行士になったことに驚き、宇宙飛行士を志すようになる。

### 宇宙飛行士選抜後

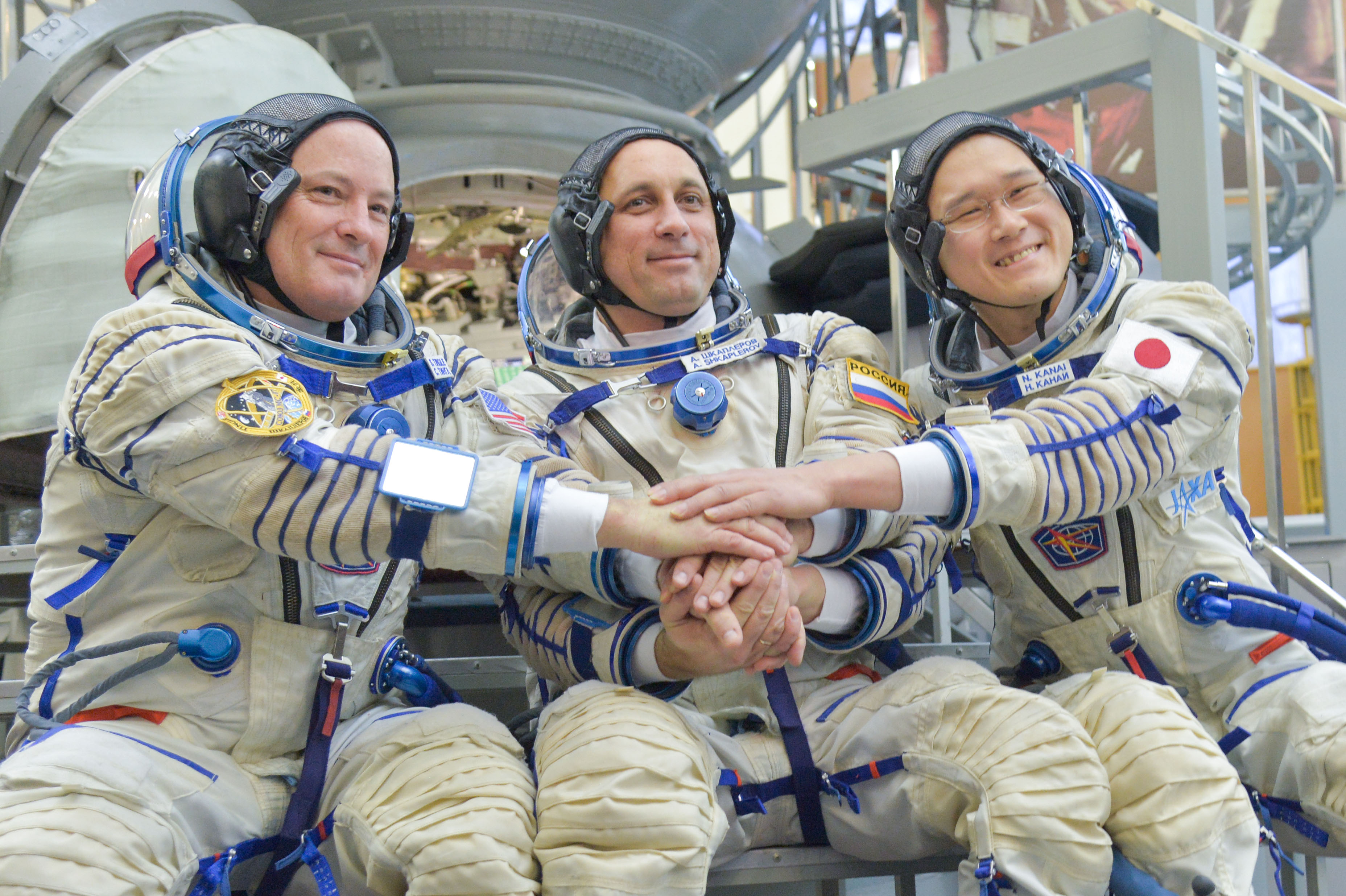
2017年11月、モックアップの前で記念撮影するソユーズ MS-07のクルー（右端が金井）

2009年（平成21年）2月、宇宙航空研究開発機構（JAXA）の宇宙飛行士選抜試験に参加し最終選考まで進み、大西卓哉と油井亀美也が宇宙飛行士訓練生に選ばれた際、選抜史上初めて「第1補欠」として選定された。試験を取材したNHKの記者による『ドキュメント宇宙飛行士選抜試験』では、最終試験での目立つ動きこそなかったが、ただ一人折り鶴の課題ノルマを達成する等全ての課題において水準以上の結果を安定して発揮していたと表現されている。また同書では、知的で冷静かつ、協調性のある優しい人柄と評されている。
その後、日本の宇宙飛行士が国際宇宙ステーション（ISS）へ長期滞在する機会がさらに増えることが見込まれ、同年9月に追加採用された。同月、海上自衛官を退官し、JAXAに入社。すでに渡米していた大西と油井に追いつくべく訓練を開始し、2011年（平成23年）7月、基礎訓練が終了したことに伴いJAXA宇宙飛行士として認定される。日本の宇宙飛行士で医師から宇宙飛行士へ転身したのは向井千秋、古川聡につぎ3人目かつ、油井に続く2人目の自衛隊出身者でもある。
2015年（平成27年）8月26日、JAXAは、金井をISS第54次/55次の長期滞在搭乗員に任命決定した旨を発表した。
2017年（平成29年）8月、公式twitterでJAXA職員の女性との婚約を発表した。同年12月17日、金井を乗せたソユーズ宇宙船がカザフスタンバイコヌール宇宙基地から打ち上げられた。打ち上げは成功し、同19日にISSとドッキングし6か月間の長期滞在に入った。翌2018年（平成30年）1月9日、公式twitterで「無重力下で身長が9cm伸びた」ことを報告すると話題となる。ただし、翌日、アレクサンダー・ミシュルキン船長の指摘を受けて再計測したところ2cmの伸びだったと訂正した。長期滞在中は、加齢研究や新薬の設計のための実験を初めとした学術研究を行う計画である。

## 年譜

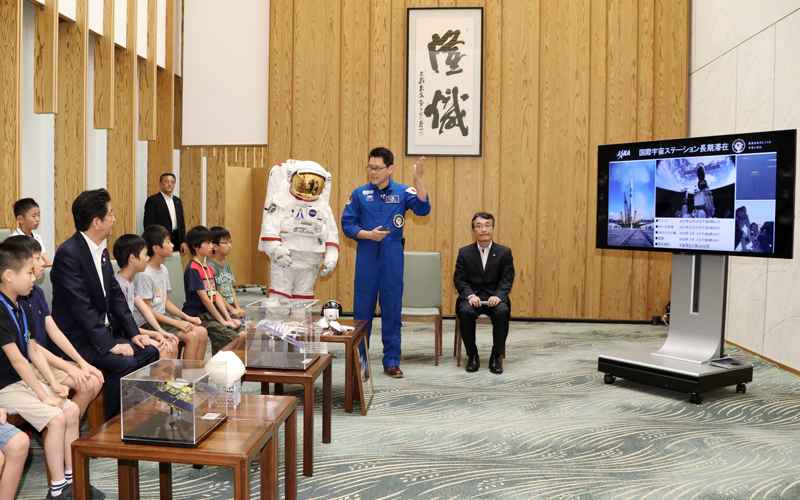
ＩＳＳ長期滞在ミッションについて安倍晋三に報告。2018年7月25日。

- 1985年（昭和60年）3月 - 大田区立大森第三小学校卒業[22]。
- 1989年（平成元年）3月 - 市川市立稲荷木小学校卒業[23]。
- 1992年（平成4年）3月 - 東邦大学付属東邦中学校卒業[24]。
- 1995年（平成7年）3月 - 東邦大学付属東邦高等学校卒業[24]。
- 2002年（平成14年）3月 - 防衛医科大学校卒業。
- 2002年（平成14年）4月 - 海上自衛隊入隊。
- 2009年（平成21年）9月 - 海上自衛隊退官[25]、宇宙航空研究開発機構（JAXA）入社。
- 2011年（平成23年）7月 - ISS搭乗宇宙飛行士候補者基礎訓練修了、宇宙飛行士に認定。
- 2017年（平成29年）12月 - 国際宇宙ステーションに第54次/55次要員として長期滞在。
- 2018年（平成30年） - 帰還。